# 지구방위군 시리즈
지구방위군 시리즈는 D3 퍼블리셔에서 발매된 3D 액션 슈팅게임으로 시작해서 다양한 장르로 구성된 작품군이다. 개발은 샌드롯이 담당하고, 그 외의 스핀 오프 작품이나 앱 게임의 개발은 다른 회사가 담당한다. 바카게로 소개되기도 한다 .
대한민국에서는 지구방위군5를 시작으로 EARTH DEFENSE FORCE: Iron rain, 디지복셀 지구방위군이 한국어판으로 발매되었다.

## 개요
플레이어는 지구방위군(EDF)의 병사가 되어, 외계 침략자에 맞서 싸운다. 적은 거대한 곤충을 닮은 무리나 거대 생물이나 거대 괴수, 거대 로봇등이 등장한다. 플레이어가 선택할 수 있는 무기의 종류가 다양하다. THE 지구방위군에서는 100종류를 넘고, 지구방위군 5에서는 1000종류를 넘는다.
본편에서는 2작품마다 세계관이 바뀐다. THE 지구방위군과 THE 지구방위군 2에서 스토리는 완결되었고, 지구방위군 3에서는 새로운 세계관을 무대로 시작되어 지구방위군 4에서 완결되었다 지구방위군 5에서도 새로운 세계관으로 시작되어 지구방위군 6도 같은 세계관이다.
THE 지구방위군에서는 선택할 수 있는 병과는 어설트 라이플이나 로켓 런처등의 무기를 이용하는 육전병뿐이었지만, 속편의 THE 지구방위군 2에서는 레이저 무기나 플라즈마 무기등을 사용하는 여성 비행 병사의 페일 윙이 추가되었다. 지구방위군 3에서는 육전병만 있었지만, 외전 작품의 EARTH DEFENSE FORCE: INSECT ARMAGEDDON 에서는 4종류의 병과중 하나를 선택하는 방식이 되었고, 지구방위군 3 PORTABLE에서는 페일 윙이 다시 생겼다. 지구방위군 4는 육전병의 특징을 계승하는 레인저와 페일 윙의 특징을 계승하는 윙 다이버, 아군에게 공습이나 차량의 투하를 요청해 싸우는 에어 레이더와 강화외골격을 입고 양손에 무기를 들고 싸우는 펜서가 추가되어 4병과 체제가 되었다. 지구방위군 5와 지구방위군 6은 처음부터 4병과 체제이다.
세계관이 다른 외전 작품도 많이 제작되고 있으며, 미국의 뉴 디트로이트가 배경인EARTH DEFENSE FORCE: INSECT ARMAGEDDON나, 외계의 공격으로 문명이 쇠퇴한 세계에서의 싸움인 EARTH DEFENSE FORCE: IRON RAIN가 출시되었다. 이외에 THE 지구방위군 2의 세계관을 바탕으로 한 전쟁 시뮬레이션인 THE 지구방위군 택틱스, 지구방위군 4.1의 파생작품으로서 제작된 세로 스크롤 슈팅게임 지구방위군 4.1 윙 다이버 더 슈터등 장르가 다른 작품도 나오고있다. 그 외에 지구방위군 시리즈에 등장하는 병과나 적이 나오는 올스타 작품인 디지복셀 지구방위군이 제작되었다.
본편은 다양한 플랫폼에 이식되고 있고, 이식은 클라인 컴퓨터 엔터테인먼트(クラインコンピュータエンタテインメント)가 담당하고 있다 .

## 시리즈 작품
발매일은 일본기준이다.
| 2003 | SIMPLE2000シリーズ Vol.31 THE 地球防衛軍              |
| 2004 |                                                       |
| 2005 | SIMPLE2000シリーズ Vol.81 THE 地球防衛軍2             |
| 2006 | SIMPLE2000シリーズ Vol.103 THE 地球防衛軍タクティクス |
| 2006 | THE 地球防衛軍 MOBILE（襲来編）                       |
| 2006 | 地球防衛軍3                                           |
| 2007 | THE 地球防衛軍 MOBILE（地底突入編）                   |
| 2007 | THE 地球防衛軍シューティング 出撃! ペイルウイング     |
| 2008 |                                                       |
| 2009 | 地球防衛軍3 Mobile                                    |
| 2010 | 地球防衛軍3D Mobile                                   |
| 2011 | 地球防衛軍 LEGEND                                     |
| 2011 | 地球防衛軍2 PORTABLE                                  |
| 2011 | EARTH DEFENSE FORCE: INSECT ARMAGEDDON                |
| 2012 | 地球防衛軍3 PORTABLE                                  |
| 2013 | 地球防衛軍4                                           |
| 2014 | 地球防衛軍2 PORTABLE V2                               |
| 2015 | 地球防衛軍4.1 THE SHADOW OF NEW DESPAIR               |
| 2016 | TAP WARS: 地球防衛軍4.1                               |
| 2017 | 地球防衛軍4.1 ウイングダイバー・ザ・シューター        |
| 2017 | 地球防衛軍5                                           |
| 2018 | 小説 地球防衛軍 ラムダチームの戦い                    |
| 2019 | EARTH DEFENSE FORCE: IRON RAIN                        |
| 2020 | デジボク地球防衛軍                                    |
| 2021 | 地球防衛軍2 for Nintendo Switch                       |
| 2021 | 地球防衛軍3 for Nintendo Switch                       |
| 2022 | 地球防衛軍6                                           |
| 2022 | 地球防衛軍4.1 for Nintendo Switch                     |
| 2023 |                                                       |
| 2024 | デジボク地球防衛軍2                                   |

| 제목 | 버전별 제목 | 발매일 · 배포 개시일             | 플랫폼                | 개발사                         | 비고                           |
| --- | --- | -------------------------------- | --------------------- | ------------------------------ | ------------------------------ |
| 지구방위군 | SIMPLE2000 시리즈 Vol.31 THE 지구방위군                                                                                | 2003년 6월 26일                  | PS2                   | 샌드롯                         |                                |
| 지구방위군 2 | SIMPLE2000 시리즈 Vol.81 THE 지구방위군 2                                                                              | 2005년 7월 28일                  | PS2                   | 샌드롯                         |                                |
| 지구방위군 2 | 지구방위군 2 PORTABLE                                                                                                  | 2011년 4월 7일                   | PSP                   | 샌드롯                         |                                |
| 지구방위군 2 | 지구방위군 2 PORTABLE V2                                                                                               | 2014년 12월 11일                 | PS Vita               | 샌드롯                         |                                |
| 지구방위군 2 | 지구방위군 2 for Nintendo Switch                                                                                       | 2021년 7월 15일                  | Switch                | 샌드롯                         |                                |
| 지구방위군 3 | 지구방위군 3 | 2006년 12월 14일                 | X360                  | 샌드롯                         |                                |
| 지구방위군 3 | 지구방위군 3 PORTABLE                                                                                                  | 2012년 9월 27일                  | PS Vita               | 샌드롯                         |                                |
| 지구방위군 3 | 지구방위군 3 for Nintendo Switch                                                                                       | 2021년 10월 14일                 | Switch                | 샌드롯                         |                                |
| 지구방위군 4 | 지구방위군 4 | 2013년 7월 4일                   | PS3 /X360             | 샌드롯                         |                                |
| 지구방위군 4 | 지구방위군 4.1 THE SHADOW OF NEW DESPAIR                                                                               | 2015년 4월 2일 2016년 7월 19일   | PS4 스팀              | 샌드롯                         |                                |
| 지구방위군 4 | 지구방위군 4.1 for Nintendo Switch                                                                                     | 2022년 12월 22일                 | Switch                | 샌드롯                         |                                |
| 지구방위군 5 | 지구방위군 5 | 2017년 12월 7일 2019년 7월 11일  | PS4 스팀              | 샌드롯                         | 2018년 12월 11일 한국어판 발매 |
| 지구방위군 6 | 지구방위군 6 | 2022년 8월 25일 2024년 7월 25일  | PS5 /PS4 스팀/EGS     | 샌드롯                         | 2024년 3월 14일 한국어판 발매  |
| 외전·스핀오프 | |                                  |                       |                                |                                |
| SIMPLE2000 시리즈 Vol.103 THE 지구방위군 택틱스                                                                        | SIMPLE2000 시리즈 Vol.103 THE 지구방위군 택틱스                                                                        | 2006년 7월 27일                  | PS2                   | シンクアーツ                   |                                |
| EARTH DEFENSE FORCE: INSECT ARMAGEDDON                                                                                 | EARTH DEFENSE FORCE: INSECT ARMAGEDDON                                                                                 | 2011년 7월 7일 2011년 12월 15일  | PS3/X360 스팀         | Vicious Cycle Software         | Steam판은 일본어 비대응        |
| 지구방위군 4.1 윙 다이버 더 슈터                                                                                       | 지구방위군 4.1 윙 다이버 더 슈터                                                                                       | 2017년 11월 22일 2018년 4월 26일 | PS4 스팀              | クラウズ / ギガ連射 (공동개발) |                                |
| EARTH DEFENSE FORCE: IRON RAIN                                                                                         | EARTH DEFENSE FORCE: IRON RAIN                                                                                         | 2019년 4월 11일 2019년 10월 15일 | PS4 스팀              | 유크스                         | 2019년 4월 11일 한국어판 발매  |
| 동~그란 지구가 네모가 됐다고!? 디지복셀 지구방위군 EARTH DEFENSE FORCE: WORLD BROTHERS (デジボク地球防衛軍)            | 동~그란 지구가 네모가 됐다고!? 디지복셀 지구방위군 EARTH DEFENSE FORCE: WORLD BROTHERS (デジボク地球防衛軍)            | 2020년 12월 24일 2021년 5월 27일 | Switch/PS4 스팀       | 유크스                         | 2021년 5월 27일 한국어판 발매  |
| 네모난 지구에 또다시 적이 나타났다고!? 디지복셀 지구방위군 2 EARTH DEFENSE FORCE: WORLD BROTHERS (デジボク地球防衛軍2) | 네모난 지구에 또다시 적이 나타났다고!? 디지복셀 지구방위군 2 EARTH DEFENSE FORCE: WORLD BROTHERS (デジボク地球防衛軍2) | 2024년 5월 23일 2024년 9월 26일  | PS5/PS4 스팀/EGS      | 유크스                         | 2024년 5월 23일 한국어판 발매  |
| 모바일 게임 | |                                  |                       |                                |                                |
| THE 지구방위군 MOBILE(내습편)                                                                                          | THE 지구방위군 MOBILE(내습편)                                                                                          | 2006년 12월 4일                  | 휴대전화              | インタラクティブブレインズ     | 서비스 종료                    |
| THE 지구방위군 MOBILE(지저 돌입편)                                                                                     | THE 지구방위군 MOBILE(지저 돌입편)                                                                                     | 2007년 1월 22일                  | 휴대전화              | インタラクティブブレインズ     | 서비스 종료                    |
| THE 지구방위군 슈팅 출격! 페일 윙                                                                                      | THE 지구방위군 슈팅 출격! 페일 윙                                                                                      | 2007년 4월 13일                  | 휴대전화              | ギガ連射                       | 서비스 종료                    |
| 지구방위군 3 Mobile | 지구방위군 3 Mobile | 2009년 8월 17일 2013년 1월 4일   | 휴대전화 안드로이드   | ギガ連射                       | 서비스 종료                    |
| 지구방위군 3D Mobile                                                                                                   | 지구방위군 3D Mobile                                                                                                   | 2010년                           | 안드로이드            | ギガ連射                       | 서비스 종료                    |
| 지구방위군 LEGEND | 지구방위군 LEGEND | 2011년 2월 1일                   | 휴대전화/Android/ iOS |                                | 서비스 종료                    |
| TAP WARS: 지구방위군 4.1                                                                                               | TAP WARS: 지구방위군 4.1                                                                                               | 2016년 12월 26일                 | Android/iOS           | エスカドラ                     | 서비스 종료                    |

## 소설
地球防衛軍 ラムダチームの戦い
2018년 2월 17일에 ポニーキャニオン에서 발간되었고 작가는 真米栄吉이다.

## 기타
2008년 Nokia의 SNAP Mobile에서 해외용으로 EARTH DEFENSE FORCE가 전달되었다고 한다. Series 60을 베이스로 개발되어 샌드롯의 감수를 받고있다 .